# Beolingus
Beolingus war ein deutsch-englisches, deutsch-spanisches und deutsch-portugiesisches Online-Wörterbuch der Technischen Universität Chemnitz. Sein Name war ein Wortspiel aus dem Namen der südasiatischen Vogelart Beo – der zu variabler Lautbildung befähigt ist – und dem lateinischen Wort lingua für die Sprache.
Beolingus wurde am 30. Juni 2024 eingestellt. Die deutsch-englische Übersetzungsliste gibt es jedoch unter GNU General Public Licence weiter zum Download.

## Eigenschaften
Beolingus bot Übersetzungen von mehr als 811.000 Begriffen im deutsch-englischen Teil, 320.000 im deutsch-spanischen und 44.000 deutsch-portugiesische Einträge (Stand Februar 2020). Neben den Wortübersetzungen waren auch Erklärungen, Synonyme, Antonyme, Sprüche, Aphorismen und Zitate dort zu finden. Es gehörte damit neben dict.cc und LEO zu den drei größten Deutsch-Englisch-Wörterbüchern. Deutsche sowie amerikanische Aussprache durch Muttersprachler konnten angehört werden. Daneben bot es auch Übersetzungen ins Spanische und Portugiesische.